# (4802) Khatchaturian
(4802) Khatchaturian es un asteroide perteneciente al cinturón de asteroides, descubierto el 23 de octubre de 1989 por Freimut Börngen desde el Observatorio Karl Schwarzschild, en Tautenburg, Alemania.

## Designación y nombre
Designado provisionalmente como 1989 UA7. Fue nombrado Khatchaturian en honor al compositor armenio Aram Jachaturián, conocido por sus ballets "Gajaneh" y "Espartaco", así como por piezas instrumentales como la "Danza del sable". Sus composiciones combinanla melodía, el ritmo y la orquestación de la música popular nacional transcaucasia con las tradiciones de la música clásica sinfónica.

## Características orbitales
Khatchaturian está situado a una distancia media del Sol de 2,217 ua, pudiendo alejarse hasta 2,689 ua y acercarse hasta 1,746 ua. Su excentricidad es 0,212 y la inclinación orbital 0,744 grados. Emplea 1206 días en completar una órbita alrededor del Sol.

## Características físicas
La magnitud absoluta de Khatchaturian es 14,7. Tiene 2,755 km de diámetro y su albedo se estima en 0,369.